# Rocío Molina
Rocío Molina Cruz, née en 1984 à Vélez-Málaga, province de Malaga, Espagne, est une danseuse et chorégraphe espagnole. En 2010, avec Àngels Margarit, elle a remporté le prix national de la danse (Premio Nacional de Danza) accordé par le Ministère de la Culture espagnol.

## Biographie
Elle est née près de Malaga, d'un père peintre en bâtiment et d'une mère passionnée de danse classique. À 3 ans, elle improvise une danse sur une estrade pendant une fête. Quelques années plus tard, elle devient une baby danceuse des soirées flamencas. Elle travaille ensuite cet art de la danse au conservatoire de Malaga, alternant danse classique et folklorique. À 15 ans, elle entre au conservatoire de Madrid, tout en participant aux peña de flamenco en fin de semaine. À 17 ans, elle est danseuse dans la compagnie de María Pagés.
À 21 ans, elle présente son premier travail en tant que créateur, Entre paredes. Au Festival de Jerez en 2006, Rocío Molina créée une autre composition, El eterno retorno, une œuvre inspirée par les textes de Nietzsche, sous la direction musicale de Juan Carlos Romero, dans une mise en scène de Pepa Gamboa et avec la collaboration de Teresa Nieto et Pasión Vega. D'autres spectacles suivent, notamment Turquesa como el limón en 2006, Almario en 2007 et Cuando las piedras vuelen en 2009.
En 2010, avec Ángels Margarit, le prix national de danse du Ministère de la Culture espagnol lui est attribué.
Rocío Molina est récompensée en 2022 de la Médaille d'or du mérite des beaux-arts, décernée par le Ministère de l'Éducation, de la Culture et des Sports espagnol.

## Art
Adulée du jeune public, Rocío Molina introduit dans le flamenco un langage nouveau : « le monde flamenco est un concentré d'un monde riche de savoirs, avec des fenêtres fermées. Nous sommes quelques-uns à mettre la tête à la fenêtre » affirme-t-elle. N'hésitant pas par exemple à danser avec une bouteille de vin au pied, Rocío Molina s'attaque également dans une de ses composiions, Bosque Ardora à des thèmes tels que la chasse et de la guerre.
Elle sait jouer aussi avec l'image traditionnelle de la danseuse de flamenco ressortant opportunément l'éventail, le châle ou la fameuse bata de cola, ou traje de flamenca, cette traîne à volants : « C'est une prolongation de mon corps et une arme pour la femme. Elle donne du pouvoir tout en étant belle et poétique », déclare-t-elle.